# ツール・ド・フランス2009 第1-第11ステージ結果

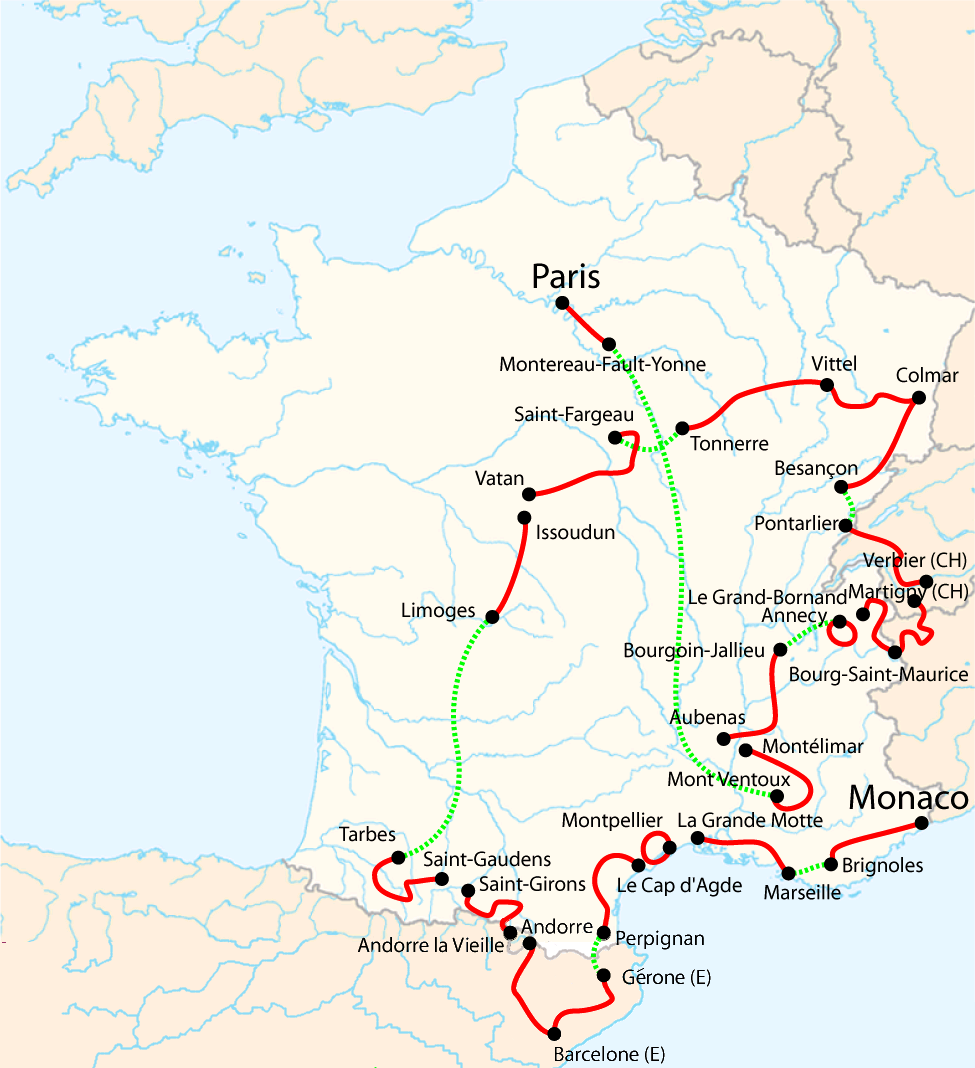
ツール・ド・フランス2009コース図

- ツール・ド・フランス2009 第1-第11ステージ結果 > ツール・ド・フランス2009 第12-第21ステージ結果

2009年に行なわれた、ツール・ド・フランスの第1ステージから第11ステージまでの結果について述べる。

## 第1ステージ
- 7月4日(土)   モナコ (個人タイムトライアル) 15.5km[1]

- 2年ぶりにツール初日の個人TTが復活。177番スタートのファビアン・カンチェラーラ（サクソバンク）が2位以下を大きく引き離して圧勝。初日のマイヨ・ジョーヌとマイヨ・ヴェールを獲得した。総合争い有力選手では、アルベルト・コンタドール（アスタナ）が18秒差の2位と上々の立ち上がり。途中の4級山岳を首位通過してマイヨ・グランペールも獲得している。32秒差の7位に入ったロマン・クロイツィガー（リクイガス）がマイヨ・ブランを獲得した。一方、ジロとのダブルツールを狙うデニス・メンショフ（ラボバンク）はゴール手前で後発のカンチェラーラに抜かれるなど精彩を欠き1分31秒遅れの53位。早くも総合争いに暗雲が立ち込める結果となった。

区間&総合成績
| 順位 | 選手名                     | 国籍           | チーム                       | 時間     |
| ---- | -------------------------- | -------------- | ---------------------------- | -------- |
| 1    | ファビアン・カンチェラーラ | スイス         | チーム・サクソバンク         | 19分32秒 |
| 2    | アルベルト・コンタドール   | スペイン       | アスタナ                     | +18秒    |
| 3    | ブラッドリー・ウィギンス   | イギリス       | ガーミン・スリップストリーム | +19秒    |
| 4    | アンドレアス・クレーデン   | ドイツ         | アスタナ                     | +22秒    |
| 5    | カデル・エヴァンス         | オーストラリア | サイレンス・ロット           | +23秒    |
| 6    | リーヴァイ・ライプハイマー | アメリカ合衆国 | アスタナ                     | +30秒    |
| 7    | ロマン・クロイツィガー     | チェコ         | リクイガス                   | +32秒    |
| 8    | トニー・マルティン         | ドイツ         | チーム・コロンビア＝HTC      | +33秒    |
| 9    | ヴィンチェンツォ・ニバリ   | イタリア       | リクイガス                   | +37秒    |
| 10   | ランス・アームストロング   | アメリカ合衆国 | アスタナ                     | +40秒    |
| 127  | 新城幸也                   | 日本           | Bボックス・ブイグテレコム    | +2分07秒 |
| 174  | 別府史之                   | 日本           | スキル・シマノ               | +2分52秒 |

ポイント賞成績
| 順位 | 選手名                     | 国籍     | チーム                       | ポイント |
| ---- | -------------------------- | -------- | ---------------------------- | -------- |
| 1    | ファビアン・カンチェラーラ | スイス   | チーム・サクソバンク         | 15       |
| 2    | アルベルト・コンタドール   | スペイン | アスタナ                     | 12       |
| 3    | ブラッドリー・ウィギンス   | イギリス | ガーミン・スリップストリーム | 10       |

山岳賞成績
| 順位 | 選手名                   | 国籍     | チーム                       | ポイント |
| ---- | ------------------------ | -------- | ---------------------------- | -------- |
| 1    | アルベルト・コンタドール | スペイン | アスタナ                     | 3        |
| 2    | トニー・マルティン       | ドイツ   | チーム・コロンビア＝HTC      | 2        |
| 3    | ブラッドリー・ウィギンス | イギリス | ガーミン・スリップストリーム | 1        |

新人賞部門
| 順位 | 選手名                   | 国籍     | チーム                    | 時間     |
| ---- | ------------------------ | -------- | ------------------------- | -------- |
| 1    | ロマン・クロイツィガー   | チェコ   | リクイガス                | 20分04秒 |
| 2    | トニー・マルティン       | ドイツ   | チーム・コロンビア＝HTC   | +01秒    |
| 3    | ヴィンチェンツォ・ニバリ | イタリア | リクイガス                | +05秒    |
| 24   | 新城幸也                 | 日本     | Bボックス・ブイグテレコム | +1分35秒 |

チーム時間賞
| 順位 | チーム名                     | 時間     |
| ---- | ---------------------------- | -------- |
| 1    | アスタナ                     | 59分46秒 |
| 2    | チーム・サクソバンク         | +31秒    |
| 3    | ガーミン・スリップストリーム | +44秒    |

## 第2ステージ
- 7月5日(日)  モナコ － ブリニョール 187km[3]

- 今回のツール最初の通常ステージ。アタック合戦の末にステフ・クレメント（ラボバンク）、シリル・デセル（Ag2r）、ユシ・ヴァイカネン（フランセーズ・デ・ジュー）、ステファーヌ・オジェ（コフィディス）の4人が逃げ集団を形成、残り約10kmまで逃げ続ける展開に。逃げ吸収直前にメイン集団からミハイル・イグナティエフ（カチューシャ）が1人で飛び出すが、これも残り5km過ぎで吸収され、ゴールは集団スプリントに。しかしゴール前に落車が発生しトム・ボーネン（クイックステップ）らが巻き込まれるというアクシデントもあったが、それを集団前方に完璧なトレインを形成することで回避し、タイミングぴったりでスプリントを炸裂させたマーク・カヴェンディッシュ（チーム・コロンビア＝HTC）が他を寄せ付けず圧勝、マイヨ・ヴェールを獲得した。落車がゴール直前だったため救済処置があり、180人中178人が同タイムゴール扱いとなり総合争いに動きは無く、カンチェラーラがマイヨ・ジョーヌをキープ。途中の3つの4級山岳を首位通過したヴァイカネンがマイヨ・グランペールを獲得した。また新城幸也（ブイグテレコム）が最後のスプリント争いに加わって5位でフィニッシュ。グランツールでの日本人ステージ順位最高位を更新した。47km地点で落車したユルヘン・ファンデワール（クイックステップ）がゴール後の検査で鎖骨骨折と肺の損傷が判明。今大会リタイア第1号となってしまった。

区間成績
| 順位 | 選手名                     | 国籍           | チーム                       | 時間          |
| ---- | -------------------------- | -------------- | ---------------------------- | ------------- |
| 1    | マーク・カヴェンディッシュ | イギリス       | チーム・コロンビア＝HTC      | 4時間30分02秒 |
| 2    | タイラー・ファーラー       | アメリカ合衆国 | ガーミン・スリップストリーム | 同            |
| 3    | ロマン・フェイユ           | フランス       | アグリテュベル               | 同            |
| 4    | トル・フースホフト         | ノルウェー     | サーヴェロ・テストチーム     | 同            |
| 5    | 新城幸也                   | 日本           | Bボックス・ブイグテレコム    | 同            |
| 6    | ゲラルト・ツィオレック     | ドイツ         | チーム・ミルラム             | 同            |
| 7    | ヴィイアン・ボネ           | フランス       | Bボックス・ブイグテレコム    | 同            |
| 8    | ニコラス・ロッシュ         | アイルランド   | AG2R                         | 同            |
| 9    | クン・デコルト             | オランダ       | スキル・シマノ               | 同            |
| 10   | ロワ・モンドリ             | フランス       | AG2R                         | 同            |
| 35   | 別府史之                   | 日本           | スキル・シマノ               | 同            |

総合成績
| 順位 | 選手名                     | 国籍           | チーム                       | 時間          |
| ---- | -------------------------- | -------------- | ---------------------------- | ------------- |
| 1    | ファビアン・カンチェラーラ | スイス         | チーム・サクソバンク         | 4時間49分34秒 |
| 2    | アルベルト・コンタドール   | スペイン       | アスタナ                     | +18秒         |
| 3    | ブラッドリー・ウィギンス   | イギリス       | ガーミン・スリップストリーム | +19秒         |
| 4    | アンドレアス・クレーデン   | ドイツ         | アスタナ                     | +22秒         |
| 5    | カデル・エヴァンス         | オーストラリア | サイレンス・ロット           | +23秒         |
| 6    | リーヴァイ・ライプハイマー | アメリカ合衆国 | アスタナ                     | +30秒         |
| 7    | ロマン・クロイツィガー     | チェコ         | リクイガス                   | +32秒         |
| 8    | トニー・マルティン         | ドイツ         | チーム・コロンビア＝HTC      | +33秒         |
| 9    | ヴィンチェンツォ・ニバリ   | イタリア       | リクイガス                   | +37秒         |
| 10   | ランス・アームストロング   | アメリカ合衆国 | アスタナ                     | +40秒         |
| 127  | 新城幸也                   | 日本           | Bボックス・ブイグテレコム    | +2分07秒      |
| 173  | 別府史之                   | 日本           | スキル・シマノ               | +2分52秒      |

ポイント賞成績
| 順位 | 選手名                     | 国籍           | チーム                       | ポイント |
| ---- | -------------------------- | -------------- | ---------------------------- | -------- |
| 1    | マーク・カヴェンディッシュ | イギリス       | チーム・コロンビア＝HTC      | 35       |
| 2    | タイラー・ファーラー       | アメリカ合衆国 | ガーミン・スリップストリーム | 30       |
| 3    | ロマン・フェイユ           | フランス       | アグリテュベル               | 26       |
| 5    | 新城幸也                   | 日本           | Bボックス・ブイグテレコム    | 22       |

山岳賞成績
| 順位 | 選手名             | 国籍         | チーム                   | ポイント |
| ---- | ------------------ | ------------ | ------------------------ | -------- |
| 1    | ユシ・ヴァイカネン | フィンランド | フランセーズ・デ・ジュー | 9        |
| 2    | トニー・マルティン | ドイツ       | チーム・コロンビア＝HTC  | 6        |
| 3    | シリル・デセル     | フランス     | AG2R                     | 5        |

新人賞部門
| 順位 | 選手名                   | 国籍     | チーム                    | 時間          |
| ---- | ------------------------ | -------- | ------------------------- | ------------- |
| 1    | ロマン・クロイツィガー   | チェコ   | リクイガス                | 4時間50分06秒 |
| 2    | トニー・マルティン       | ドイツ   | チーム・コロンビア＝HTC   | +01秒         |
| 3    | ヴィンチェンツォ・ニバリ | イタリア | リクイガス                | +05秒         |
| 24   | 新城幸也                 | 日本     | Bボックス・ブイグテレコム | +1分35秒      |

チーム時間賞
| 順位 | チーム名                     | 時間           |
| ---- | ---------------------------- | -------------- |
| 1    | アスタナ                     | 14時間29分52秒 |
| 2    | チーム・サクソバンク         | +31秒          |
| 3    | ガーミン・スリップストリーム | +44秒          |

敢闘賞選手
- ステフ・クレメント（ オランダ・ラボバンク）

## 第3ステージ
- 7月6日(月) マルセイユ － ラ・グラン・モット 196.5km[5]

- 前日に引き続き平坦基調のコースレイアウト。序盤からルーベン・ペレス（エウスカルテル）、サミュエル・デュムラン（コフィディス）、マキシム・ブエ（アグリテュベル）、クン・デコルト（スキル・シマノ）の4人が逃げる展開に。一時13分近い大差をつけられた集団だが、サクソバンクのペースアップで徐々に差を縮めていく。逃げとの差が1分半前後になった辺りで横風区間に突入。ここでチーム・コロンビア＝HTCの牽きで集団が二つに分断。チーム・コロンビア＝HTCの選手以外で、総合争いの選手ではマイヨ・ジョーヌのファビアン・カンチェラーラやランス・アームストロング（アスタナ）など、有力スプリンターではトル・フースホフト（サーヴェロ・テストチーム）、その他別府史之らスキル・シマノの大半の選手などは28人の先頭集団に残ったが、アルベルト・コンタドール（アスタナ）やその他総合争いやスプリンターの有力選手の大半は後方集団に取り残されてしまう。結局先頭集団が後続集団に差をつけてゴールスプリントに突入。昨日に続いてマーク・カヴェンディッシュが付き位置にポジショニングして有利なはずだったフースホフトを寄せ付けずに圧勝してステージ2連勝、もちろんマイヨ・ヴェールもキープしている。カンチェラーラも問題なくマイヨ・ジョーヌをキープ。別府はステージ3位に入ったシリル・ルモワーヌをアシストしつつ、自身も8位でフィニッシュ。2日連続で日本人選手がステージトップ10に食い込んだ。後続集団は大半の選手が41秒遅れでフィニッシュ。総合争いではアームストロングがじわり総合3位に浮上。また先頭集団でゴールしたトニー・マルティン（チーム・コロンビア＝HTC）がマイヨ・ブランを奪取した。マイヨ・グランペールは動きなし。また逃げ吸収後も先頭集団で踏ん張り、最後のゴールスプリントに参加して4位に入ったデュムランが敢闘賞を獲得した。

区間成績
| 順位 | 選手名                     | 国籍       | チーム                    | 時間          |
| ---- | -------------------------- | ---------- | ------------------------- | ------------- |
| 1    | マーク・カヴェンディッシュ | イギリス   | チーム・コロンビア＝HTC   | 5時間01分24秒 |
| 2    | トル・フースホフト         | ノルウェー | サーヴェロ・テストチーム  | 同            |
| 3    | シリル・ルモワーヌ         | フランス   | スキル・シマノ            | 同            |
| 4    | サミュエル・デュムラン     | フランス   | コフィディス              | 同            |
| 5    | ジェローム・ピノー         | フランス   | クイックステップ          | 同            |
| 6    | ファビアン・カンチェラーラ | スイス     | チーム・サクソバンク      | 同            |
| 7    | ファビアン・ヴェークマン   | ドイツ     | チーム・ミルラム          | 同            |
| 8    | 別府史之                   | 日本       | スキル・シマノ            | 同            |
| 9    | マキシム・ブエ             | フランス   | アグリテュベル            | 同            |
| 10   | リーヌス・ゲルデマン       | ドイツ     | チーム・ミルラム          | 同            |
| 58   | 新城幸也                   | 日本       | Bボックス・ブイグテレコム | +41秒         |

総合成績
| 順位 | 選手名                     | 国籍           | チーム                       | 時間          |
| ---- | -------------------------- | -------------- | ---------------------------- | ------------- |
| 1    | ファビアン・カンチェラーラ | スイス         | チーム・サクソバンク         | 9時間50分58秒 |
| 2    | トニー・マルティン         | ドイツ         | チーム・コロンビア＝HTC      | +33秒         |
| 3    | ランス・アームストロング   | アメリカ合衆国 | アスタナ                     | +40秒         |
| 4    | アルベルト・コンタドール   | スペイン       | アスタナ                     | +59秒         |
| 5    | ブラッドリー・ウィギンス   | イギリス       | ガーミン・スリップストリーム | +1分00秒      |
| 6    | アンドレアス・クレーデン   | ドイツ         | アスタナ                     | +1分03秒      |
| 7    | リーヌス・ゲルデマン       | ドイツ         | チーム・ミルラム             | 同            |
| 8    | カデル・エヴァンス         | オーストラリア | サイレンス・ロット           | +1分04秒      |
| 9    | マキシム・モンフォール     | ベルギー       | チーム・コロンビア＝HTC      | +1分10秒      |
| 10   | リーヴァイ・ライプハイマー | アメリカ合衆国 | アスタナ                     | +1分11秒      |
| 119  | 新城幸也                   | 日本           | Bボックス・ブイグテレコム    | +2分48秒      |
| 124  | 別府史之                   | 日本           | スキル・シマノ               | +2分52秒      |

ポイント賞成績
| 順位 | 選手名                     | 国籍       | チーム                    | ポイント |
| ---- | -------------------------- | ---------- | ------------------------- | -------- |
| 1    | マーク・カヴェンディッシュ | イギリス   | チーム・コロンビア＝HTC   | 70       |
| 2    | トル・フースホフト         | ノルウェー | サーヴェロ・テストチーム  | 54       |
| 3    | サミュエル・デュムラン     | フランス   | アグリテュベル            | 36       |
| 14   | 新城幸也                   | 日本       | Bボックス・ブイグテレコム | 22       |
| 20   | 別府史之                   | 日本       | スキル・シマノ            | 18       |

山岳賞成績
| 順位 | 選手名             | 国籍         | チーム                   | ポイント |
| ---- | ------------------ | ------------ | ------------------------ | -------- |
| 1    | ユシ・ヴァイカネン | フィンランド | フランセーズ・デ・ジュー | 9        |
| 2    | トニー・マルティン | ドイツ       | チーム・コロンビア＝HTC  | 6        |
| 3    | クン・デコルト     | オランダ     | スキル・シマノ           | 6        |

新人賞部門
| 順位 | 選手名                   | 国籍     | チーム                    | 時間          |
| ---- | ------------------------ | -------- | ------------------------- | ------------- |
| 1    | トニー・マルティン       | ドイツ   | チーム・コロンビア＝HTC   | 9時間51分31秒 |
| 2    | ロマン・クロイツィガー   | チェコ   | リクイガス                | +40秒         |
| 3    | ヴィンチェンツォ・ニバリ | イタリア | リクイガス                | +45秒         |
| 24   | 新城幸也                 | 日本     | Bボックス・ブイグテレコム | +2分15秒      |

チーム時間賞
| 順位 | チーム名                                   | 時間           |
| ---- | ------------------------------------------ | -------------- |
| 1    | スキル・シマノ                             | 15時間04分12秒 |
| 2    | チーム・コロンビア＝HTC                    | 同             |
| 3    | コフィディス＝ル・クレディ・アン・リーニュ | 同             |

敢闘賞選手
- サミュエル・デュムラン（ フランス・コフィディス＝ル・クレディ・アン・リーニュ）

## 第4ステージ
- 7月7日(火) モンペリエ (チームタイムトライアル) 39.0km[7]

- ランス・アームストロングが前人未到のツール7連覇（後にドーピングが発覚して全成績剥奪）を達成した2005年以来、4年ぶりにチームTTがアームストロングの復帰と共に復活。アップダウンや路面状況の悪さなどで各チームに落車・パンクなどのトラブルが多発する中で、そのアームストロング擁する最終スタートのアスタナがTTスペシャリストを多数擁したガーミン・スリップストリームに18秒差をつけてこの難ステージを制した。総合争い有力選手を含むチームではシュレク兄弟擁するチーム・サクソバンクは40秒差の3位。ファビアン・カンチェラーラはアームストロングに総合で同タイムまで詰め寄られたが、0.22秒差で[8]辛うじてマイヨ・ジョーヌをキープしている。また、クロイツィガーやニバリ、ペッリツォッティのリクイガスが58秒差の4位、前年覇者サストレ擁するサーヴェロ・テストチームが1分38秒差の8位と概ね満足いく結果となったのに対し、ダブルツールを目指すメンショフのラボバンクは2分21秒差の11位、悲願の総合優勝を狙うエヴァンス擁するサイレンス・ロットは2分36秒差の13位と総合争いに向けて非常に痛いタイム損失となってしまった。その他の賞争いには大きな動きは無かった。尚、ピート・ローイアケルス（スキル・シマノ）が落車で右腕複雑骨折と靱帯（箇所不明）断裂の重傷を負い、途中リタイアとなってしまった。

区間成績
| 順位 | チーム名                                   | 国籍           | 時間     |
| ---- | ------------------------------------------ | -------------- | -------- |
| 1    | アスタナ                                   | カザフスタン   | 46分29秒 |
| 2    | ガーミン・スリップストリーム               | アメリカ合衆国 | +18秒    |
| 3    | チーム・サクソバンク                       | デンマーク     | +40秒    |
| 4    | リクイガス                                 | イタリア       | +58秒    |
| 5    | チーム・コロンビア＝HTC                    | アメリカ合衆国 | +59秒    |
| 6    | チーム・カチューシャ                       | ロシア         | +1分23秒 |
| 7    | ケス・デパーニュ                           | スペイン       | +1分29秒 |
| 8    | サーヴェロ・テストチーム                   | スイス         | +1分38秒 |
| 9    | アージェードゥゼル・ラ・モンディアル       | フランス       | +1分49秒 |
| 10   | エウスカルテル・エウスカディ               | スペイン       | +2分10秒 |
| 11   | ラボバンク                                 | オランダ       | +2分21秒 |
| 12   | クイックステップ                           | ベルギー       | +2分26秒 |
| 13   | サイレンス・ロット                         | ベルギー       | +2分36秒 |
| 14   | フランセーズ・デ・ジュー                   | フランス       | +2分46秒 |
| 15   | チーム・ミルラム                           | ドイツ         | +2分49秒 |
| 16   | コフィディス＝ル・クレディ・アン・リーニュ | フランス       | +2分59秒 |
| 17   | ランプレ＝N.G.C                            | イタリア       | +3分25秒 |
| 18   | アグリテュベル                             | フランス       | +4分18秒 |
| 19   | Bボックス・ブイグテレコム                  | フランス       | +4分42秒 |
| 20   | スキル・シマノ                             | オランダ       | +5分23秒 |

総合成績
| 順位 | 選手名                     | 国籍           | チーム                       | 時間           |
| ---- | -------------------------- | -------------- | ---------------------------- | -------------- |
| 1    | ファビアン・カンチェラーラ | スイス         | チーム・サクソバンク         | 10時間38分07秒 |
| 2    | ランス・アームストロング   | アメリカ合衆国 | アスタナ                     | 同             |
| 3    | アルベルト・コンタドール   | スペイン       | アスタナ                     | +19秒          |
| 4    | アンドレアス・クレーデン   | ドイツ         | アスタナ                     | +23秒          |
| 5    | リーヴァイ・ライプハイマー | アメリカ合衆国 | アスタナ                     | +31秒          |
| 6    | ブラッドリー・ウィギンス   | イギリス       | ガーミン・スリップストリーム | +38秒          |
| 7    | アイマル・スベルディア     | スペイン       | アスタナ                     | +51秒          |
| 8    | トニー・マルティン         | ドイツ         | チーム・コロンビア＝HTC      | +52秒          |
| 9    | デヴィッド・ザブリスキー   | アメリカ合衆国 | ガーミン・スリップストリーム | +1分06秒       |
| 10   | デヴィッド・ミラー         | イギリス       | ガーミン・スリップストリーム | +1分07秒       |
| 142  | 新城幸也                   | 日本           | Bボックス・ブイグテレコム    | +6分49秒       |
| 156  | 別府史之                   | 日本           | スキル・シマノ               | +7分35秒       |

ポイント賞成績
| 順位 | 選手名                     | 国籍       | チーム                    | ポイント |
| ---- | -------------------------- | ---------- | ------------------------- | -------- |
| 1    | マーク・カヴェンディッシュ | イギリス   | チーム・コロンビア＝HTC   | 70       |
| 2    | トル・フースホフト         | ノルウェー | サーヴェロ・テストチーム  | 54       |
| 3    | サミュエル・デュムラン     | フランス   | アグリテュベル            | 36       |
| 14   | 新城幸也                   | 日本       | Bボックス・ブイグテレコム | 22       |
| 20   | 別府史之                   | 日本       | スキル・シマノ            | 18       |

山岳賞成績
| 順位 | 選手名             | 国籍         | チーム                   | ポイント |
| ---- | ------------------ | ------------ | ------------------------ | -------- |
| 1    | ユシ・ヴァイカネン | フィンランド | フランセーズ・デ・ジュー | 9        |
| 2    | トニー・マルティン | ドイツ       | チーム・コロンビア＝HTC  | 6        |
| 3    | クン・デコルト     | オランダ     | スキル・シマノ           | 6        |

新人賞部門
| 順位 | 選手名                   | 国籍     | チーム                    | 時間           |
| ---- | ------------------------ | -------- | ------------------------- | -------------- |
| 1    | トニー・マルティン       | ドイツ   | チーム・コロンビア＝HTC   | 10時間38分59秒 |
| 2    | ロマン・クロイツィガー   | チェコ   | リクイガス                | +39秒          |
| 3    | ヴィンチェンツォ・ニバリ | イタリア | リクイガス                | +44秒          |
| 27   | 新城幸也                 | 日本     | Bボックス・ブイグテレコム | +5分57秒       |

チーム時間賞
| 順位 | チーム名                | 時間           |
| ---- | ----------------------- | -------------- |
| 1    | アスタナ                | 30時間20分33秒 |
| 2    | チーム・サクソバンク    | +2分33秒       |
| 3    | チーム・コロンビア＝HTC | +2分45秒       |

## 第5ステージ
- 7月8日(水) キャプ・ダグド － ペルピニャン 196.5km[10]

- 中盤に連続して4級山岳が設定されているものの、後半はほぼ平坦なコースレイアウト。10km地点での別府史之（スキル・シマノ）のアタックをきっかけにレースが動き始め、 最終的にアントニー・ジェラン、ヤウヘニ・フタロヴィッチ（共にフランセーズ・デ・ジュー）、マルツィン・サパ（ランプレ）、トマ・ヴォクレール（ブイグテレコム）、ミハイル・イグナティエフ、アルベルト・ティマー（スキル・シマノ）の6人の逃げが決まった。その後130km地点からの横風区間でメイン集団が一時3つに分断されたが、残り20km地点で再び大集団に戻っている。しかし余分な力を使ったせいか追走の足並みが乱れ、残り10km地点でも逃げ集団との差が1分を超える状態に。残り4km地点で逃げ集団からヴォクレールがアタックすると、後ろが牽制状態になりヴォクレールの独走態勢に。そのままヴォクレールがイグナティエフや集団の追撃をかわして念願のツール初勝利を挙げた。イグナティエフが7秒差の2位で敢闘賞を獲得。集団も同じく7秒差でフィニッシュ。集団先頭を取ったマーク・カヴェンディッシュはマイヨ・ヴェール争いのライバルとなる他のスプリンター達にさらに差をつけることに成功している。その他の賞争いには動きは無かった。尚、 ロベルト・ヘーシンク（ラボバンク）が122km地点での落車の影響で9分35秒の大幅遅れでフィニッシュ。ゴール後の検査で左手首骨折が判明したヘーシンクは、結局ステージ終了後リタイアとなってしまった。

区間成績
| 順位 | 選手名                     | 国籍           | チーム                       | 時間          |
| ---- | -------------------------- | -------------- | ---------------------------- | ------------- |
| 1    | トマ・ヴォクレール         | フランス       | Bボックス・ブイグテレコム    | 4時間29分35秒 |
| 2    | ミハイル・イグナティエフ   | ロシア         | チーム・カチューシャ         | +07秒         |
| 3    | マーク・カヴェンディッシュ | イギリス       | チーム・コロンビア＝HTC      | 同            |
| 4    | タイラー・ファーラー       | アメリカ合衆国 | ガーミン・スリップストリーム | 同            |
| 5    | ゲラルト・ツィオレック     | ドイツ         | チーム・ミルラム             | 同            |
| 6    | ダニーロ・ナポリターノ     | イタリア       | チーム・カチューシャ         | 同            |
| 7    | ホセ・ホアキン・ロハス     | スペイン       | ケス・デパーニュ             | 同            |
| 8    | ロワ・モンドリ             | フランス       | AG2R                         | 同            |
| 9    | オスカル・フレイレ         | スペイン       | ラボバンク                   | 同            |
| 10   | トル・フースホフト         | ノルウェー     | サーヴェロ・テストチーム     | 同            |
| 18   | 新城幸也                   | 日本           | Bボックス・ブイグテレコム    | 同            |
| 72   | 別府史之                   | 日本           | スキル・シマノ               | 同            |

総合成績
| 順位 | 選手名                     | 国籍           | チーム                       | 時間           |
| ---- | -------------------------- | -------------- | ---------------------------- | -------------- |
| 1    | ファビアン・カンチェラーラ | スイス         | チーム・サクソバンク         | 15時間07分49秒 |
| 2    | ランス・アームストロング   | アメリカ合衆国 | アスタナ                     | 同             |
| 3    | アルベルト・コンタドール   | スペイン       | アスタナ                     | +19秒          |
| 4    | アンドレアス・クレーデン   | ドイツ         | アスタナ                     | +23秒          |
| 5    | リーヴァイ・ライプハイマー | アメリカ合衆国 | アスタナ                     | +31秒          |
| 6    | ブラッドリー・ウィギンス   | イギリス       | ガーミン・スリップストリーム | +38秒          |
| 7    | アイマル・スベルディア     | スペイン       | アスタナ                     | +51秒          |
| 8    | トニー・マルティン         | ドイツ         | チーム・コロンビア＝HTC      | +52秒          |
| 9    | デヴィッド・ザブリスキー   | アメリカ合衆国 | ガーミン・スリップストリーム | +1分06秒       |
| 10   | デヴィッド・ミラー         | イギリス       | ガーミン・スリップストリーム | +1分07秒       |
| 139  | 新城幸也                   | 日本           | Bボックス・ブイグテレコム    | +6分49秒       |
| 150  | 別府史之                   | 日本           | スキル・シマノ               | +7分35秒       |

ポイント賞成績
| 順位 | 選手名                     | 国籍           | チーム                       | ポイント |
| ---- | -------------------------- | -------------- | ---------------------------- | -------- |
| 1    | マーク・カヴェンディッシュ | イギリス       | チーム・コロンビア＝HTC      | 96       |
| 2    | トル・フースホフト         | ノルウェー     | サーヴェロ・テストチーム     | 70       |
| 3    | タイラー・ファーラー       | アメリカ合衆国 | ガーミン・スリップストリーム | 54       |
| 12   | 新城幸也                   | 日本           | Bボックス・ブイグテレコム    | 30       |
| 27   | 別府史之                   | 日本           | スキル・シマノ               | 18       |

山岳賞成績
| 順位 | 選手名               | 国籍         | チーム                   | ポイント |
| ---- | -------------------- | ------------ | ------------------------ | -------- |
| 1    | ユシ・ヴァイカネン   | フィンランド | フランセーズ・デ・ジュー | 9        |
| 2    | トニー・マルティン   | ドイツ       | チーム・コロンビア＝HTC  | 6        |
| 3    | アントニー・ジェラン | フランス     | フランセーズ・デ・ジュー | 6        |

新人賞部門
| 順位 | 選手名                   | 国籍     | チーム                    | 時間           |
| ---- | ------------------------ | -------- | ------------------------- | -------------- |
| 1    | トニー・マルティン       | ドイツ   | チーム・コロンビア＝HTC   | 15時間08分41秒 |
| 2    | ロマン・クロイツィガー   | チェコ   | リクイガス                | +39秒          |
| 3    | ヴィンチェンツォ・ニバリ | イタリア | リクイガス                | +44秒          |
| 26   | 新城幸也                 | 日本     | Bボックス・ブイグテレコム | +5分57秒       |

チーム時間賞
| 順位 | チーム名                | 時間           |
| ---- | ----------------------- | -------------- |
| 1    | アスタナ                | 43時間49分39秒 |
| 2    | チーム・サクソバンク    | +2分33秒       |
| 3    | チーム・コロンビア＝HTC | +2分45秒       |

敢闘賞選手
- ミハイル・イグナティエフ（ ロシア・チーム・カチューシャ）

## 第6ステージ
- 7月9日(木)  ジローナ －  バルセロナ 181.5km[12]

- ツールは一旦フランスを離れて、スペイン・カタルーニャ地方に戦いの舞台を移す。コースは3・4級山岳が5つ設定されている上に、ゴール前2kmからは6.6％勾配の上りが500m続く区間があるなど、クラシックハンターや上りもこなせるスプリンター向きと言える。序盤からアタック合戦が続いた末に、48km地点でステファーヌ・オジェ（コフィディス）、デヴィッド・ミラー（ガーミン・スリップストリーム）、シルヴァン・シャヴァネル（クイックステップ）の3人が、さらに114km地点からはメイン集団からアタックしたアメツ・チュルカ（エウスカルテル）も加わった4人での逃げとなる。メイン集団との差が1分を切った頃、最後の山岳コンレリア峠手前でミラーがアタック。単独で逃げる展開となって、バルセロナ市街へ突入する。逃げ続けたミラーだったが、残り1.5kmの最後の上り区間で力尽きて集団に吸収され、やや変則的な上りスプリント勝負に。地元優勝をもくろむオスカル・フレイレ（ラボバンク）をしっかりマークしたトル・フースホフトが、フレイレのスパートの瞬間に同時にスパート。一気にフレイレを交わしてそのままゴール、今大会初勝利を飾った。フースホフトはスプリントポイントを一気に加算して、ステージ16位に終わったマイヨ・ヴェールのマーク・カヴェンディッシュにわずか1ポイント差に迫っている。 ファビアン・カンチェラーラとトニー・マルティンはそれぞれマイヨ・ジョーヌとマイヨ・ブランを問題なくキープ。逃げに加わって、山岳ポイントを1日で11ポイント稼いだオジェがマイヨ・グランペールを獲得した。敢闘賞はミラーが獲得。ダブルツールを目指すデニス・メンショフは最終盤でまたも遅れて1分2秒遅れの75位でフィニッシュ。総合でも4分54秒差の64位と非常に厳しい状況に追い込まれている。

区間成績
| 順位 | 選手名                     | 国籍           | チーム                    | 時間          |
| ---- | -------------------------- | -------------- | ------------------------- | ------------- |
| 1    | トル・フースホフト         | ノルウェー     | サーヴェロ・テストチーム  | 4時間21分33秒 |
| 2    | オスカル・フレイレ         | スペイン       | ラボバンク                | 同            |
| 3    | ホセ・ホアキン・ロハス     | スペイン       | ケス・デパーニュ          | 同            |
| 4    | ゲラルト・ツィオレック     | ドイツ         | チーム・ミルラム          | 同            |
| 5    | フランコ・ペッリツォッティ | イタリア       | リクイガス                | 同            |
| 6    | フィリッポ・ポッツァート   | イタリア       | チーム・カチューシャ      | 同            |
| 7    | アレッサンドロ・バッラン   | イタリア       | ランプレ・N.G.C           | 同            |
| 8    | リナルド・ノチェンティーニ | イタリア       | AG2R                      | 同            |
| 9    | カデル・エヴァンス         | オーストラリア | サイレンス・ロット        | 同            |
| 10   | ファビアン・カンチェラーラ | スイス         | チーム・サクソバンク      | 同            |
| 149  | 新城幸也                   | 日本           | Bボックス・ブイグテレコム | +6分55秒      |
| 173  | 別府史之                   | 日本           | スキル・シマノ            | +10分14秒     |

総合成績
| 順位 | 選手名                           | 国籍           | チーム                       | 時間           |
| ---- | -------------------------------- | -------------- | ---------------------------- | -------------- |
| 1    | ファビアン・カンチェラーラ       | スイス         | チーム・サクソバンク         | 19時間29分22秒 |
| 2    | ランス・アームストロング         | アメリカ合衆国 | アスタナ                     | 同             |
| 3    | アルベルト・コンタドール         | スペイン       | アスタナ                     | +19秒          |
| 4    | アンドレアス・クレーデン         | ドイツ         | アスタナ                     | +23秒          |
| 5    | リーヴァイ・ライプハイマー       | アメリカ合衆国 | アスタナ                     | +31秒          |
| 6    | ブラッドリー・ウィギンス         | イギリス       | ガーミン・スリップストリーム | +38秒          |
| 7    | トニー・マルティン               | ドイツ         | チーム・コロンビア＝HTC      | +52秒          |
| 8    | クリスティアン・ヴァンデヴェルデ | アメリカ合衆国 | ガーミン・スリップストリーム | +1分16秒       |
| 9    | グスタヴ・ラルソン               | スウェーデン   | チーム・サクソバンク         | +1分22秒       |
| 10   | マキシム・モンフォール           | ベルギー       | チーム・コロンビア＝HTC      | +1分29秒       |
| 152  | 新城幸也                         | 日本           | Bボックス・ブイグテレコム    | +13分44秒      |
| 166  | 別府史之                         | 日本           | スキル・シマノ               | +17分49秒      |

ポイント賞成績
| 順位 | 選手名                     | 国籍       | チーム                    | ポイント |
| ---- | -------------------------- | ---------- | ------------------------- | -------- |
| 1    | マーク・カヴェンディッシュ | イギリス   | チーム・コロンビア＝HTC   | 106      |
| 2    | トル・フースホフト         | ノルウェー | サーヴェロ・テストチーム  | 105      |
| 3    | ゲラルト・ツィオレック     | ドイツ     | チーム・ミルラム          | 66       |
| 17   | 新城幸也                   | 日本       | Bボックス・ブイグテレコム | 30       |
| 38   | 別府史之                   | 日本       | スキル・シマノ            | 18       |

山岳賞成績
| 順位 | 選手名               | 国籍         | チーム                                     | ポイント |
| ---- | -------------------- | ------------ | ------------------------------------------ | -------- |
| 1    | ステファーヌ・オジェ | フランス     | コフィディス＝ル・クレディ・アン・リーニュ | 14       |
| 2    | ユシ・ヴァイカネン   | フィンランド | フランセーズ・デ・ジュー                   | 9        |
| 3    | デヴィッド・ミラー   | イギリス     | ガーミン・スリップストリーム               | 8        |

新人賞部門
| 順位 | 選手名                   | 国籍     | チーム                    | 時間           |
| ---- | ------------------------ | -------- | ------------------------- | -------------- |
| 1    | トニー・マルティン       | ドイツ   | チーム・コロンビア＝HTC   | 19時間30分14秒 |
| 2    | ロマン・クロイツィガー   | チェコ   | リクイガス                | +39秒          |
| 3    | ヴィンチェンツォ・ニバリ | イタリア | リクイガス                | +44秒          |
| 30   | 新城幸也                 | 日本     | Bボックス・ブイグテレコム | +12分52秒      |

チーム時間賞
| 順位 | チーム名                | 時間           |
| ---- | ----------------------- | -------------- |
| 1    | アスタナ                | 56時間54分18秒 |
| 2    | チーム・サクソバンク    | +2分33秒       |
| 3    | チーム・コロンビア＝HTC | +2分45秒       |

敢闘賞選手
- デヴィッド・ミラー（ イギリス・ガーミン・スリップストリーム）

## 第7ステージ
- 7月10日(金)  バルセロナ － オルディノ・アルカリス 224.0km[14]

- 今ツール初の山岳ステージにして、いきなりの超級山岳登場で、さらにその超級の山頂がゴールとなる過酷なステージ設定となった。8km地点から開始されたアタック合戦の末に、28km地点からエゴイ・マルティネス（エウスカルテル）、ホセ・イバン・グティエレス（ケス・デパーニュ）ら9人が逃げる展開となり、メイン集団に11～12分の差を付けて逃げ続ける。残り40kmを過ぎて舞台はスペインからアンドラへ。メイン集団をアスタナが強力に牽き始め、一気に逃げとの差が縮まって、およそ6分半の差で最後のオルディノ・アルカリスの上りに突入。残り6kmで逃げ集団からブリス・フェイユ（アグリテュベル）がアタック、単独で上り続ける。一方メイン集団では粘りを見せていたマイヨ・ジョーヌのファビアン・カンチェラーラが力尽きて集団から脱落。そして最後のクリストフ・ケルン（コフィディス）の猛追撃を5秒差でかわしたフェイユがプロ初勝利を最高の舞台で飾り、さらにクリストフ・リブロン（Ag2r）を1ポイント差で抑えてマイヨ・グランペールも獲得した。フェイユから26秒差のステージ4位に入ったリナルド・ノチェンティーニ（Ag2r）が、残り2kmで後続集団から飛び出して単独のステージ9位でゴールしたアルベルト・コンタドール（アスタナ）を僅差で抑えてマイヨ・ジョーヌ獲得。コンタドールが6秒差の総合2位、ランス・アームストロングが8秒差の同3位となった。グルペット集団で無事にゴールしたマーク・カヴェンディッシュはマイヨ・ヴェールをキープ。メイン集団でゴールしたトニー・マルティンもマイヨ・ブランをキープした。惜しくも山岳賞に届かなかったリブロンは敢闘賞を獲得。カンチェラーラは結局9分16秒遅れの67位でゴール。総合では5分37秒遅れの39位まで後退した。また、セバスティアン・ジョリ（フランセーズ・デ・ジュー）が途中リタイアしている。

区間成績
| 順位 | 選手名                     | 国籍           | チーム                                     | 時間          |
| ---- | -------------------------- | -------------- | ------------------------------------------ | ------------- |
| 1    | ブリス・フェイユ           | フランス       | アグリテュベル                             | 6時間11分31秒 |
| 2    | クリストフ・ケルン         | フランス       | コフィディス＝ル・クレディ・アン・リーニュ | +05秒         |
| 3    | ヨハネス・フレーリンガー   | ドイツ         | チーム・ミルラム                           | +25秒         |
| 4    | リナルド・ノチェンティーニ | イタリア       | アージェードゥーゼル・ラ・モンディアル     | +26秒         |
| 5    | エゴイ・マルティネス       | スペイン       | エウスカルテル・エウスカディ               | +45秒         |
| 6    | クリストフ・リブロン       | フランス       | アージェードゥーゼル・ラ・モンディアル     | +1分05秒      |
| 7    | ジェローム・ピノー         | フランス       | クイックステップ                           | +2分32秒      |
| 8    | ホセ・イバン・グティエレス | スペイン       | ケス・デパーニュ                           | +3分14秒      |
| 9    | アルベルト・コンタドール   | スペイン       | アスタナ                                   | +3分26秒      |
| 10   | カデル・エヴァンス         | オーストラリア | サイレンス・ロット                         | +3分47秒      |
| 108  | 別府史之                   | 日本           | スキル・シマノ                             | +23分23秒     |
| 174  | 新城幸也                   | 日本           | Bボックス・ブイグテレコム                  | +28分29秒     |

総合成績
| 順位 | 選手名                           | 国籍           | チーム                                 | 時間           |
| ---- | -------------------------------- | -------------- | -------------------------------------- | -------------- |
| 1    | リナルド・ノチェンティーニ       | イタリア       | アージェードゥーゼル・ラ・モンディアル | 25時間44分32秒 |
| 2    | アルベルト・コンタドール         | スペイン       | アスタナ                               | +06秒          |
| 3    | ランス・アームストロング         | アメリカ合衆国 | アスタナ                               | +08秒          |
| 4    | リーヴァイ・ライプハイマー       | アメリカ合衆国 | アスタナ                               | +39秒          |
| 5    | ブラッドリー・ウィギンス         | イギリス       | ガーミン・スリップストリーム           | +46秒          |
| 6    | アンドレアス・クレーデン         | ドイツ         | アスタナ                               | +54秒          |
| 7    | トニー・マルティン               | ドイツ         | チーム・コロンビア＝HTC                | +1分00秒       |
| 8    | クリスティアン・ヴァンデヴェルデ | アメリカ合衆国 | ガーミン・スリップストリーム           | +1分24秒       |
| 9    | アンディ・シュレク               | ルクセンブルク | チーム・サクソバンク                   | +1分49秒       |
| 10   | ヴィンチェンツォ・ニバリ         | イタリア       | リクイガス                             | +1分54秒       |
| 156  | 別府史之                         | 日本           | スキル・シマノ                         | +37分33秒      |
| 161  | 新城幸也                         | 日本           | Bボックス・ブイグテレコム              | +38分34秒      |

ポイント賞成績
| 順位 | 選手名                     | 国籍       | チーム                    | ポイント |
| ---- | -------------------------- | ---------- | ------------------------- | -------- |
| 1    | マーク・カヴェンディッシュ | イギリス   | チーム・コロンビア＝HTC   | 106      |
| 2    | トル・フースホフト         | ノルウェー | サーヴェロ・テストチーム  | 105      |
| 3    | ゲラルト・ツィオレック     | ドイツ     | チーム・ミルラム          | 66       |
| 19   | 新城幸也                   | 日本       | Bボックス・ブイグテレコム | 30       |
| 43   | 別府史之                   | 日本       | スキル・シマノ            | 18       |

山岳賞成績
| 順位 | 選手名               | 国籍     | チーム                                     | ポイント |
| ---- | -------------------- | -------- | ------------------------------------------ | -------- |
| 1    | ブリス・フェイユ     | フランス | アグリテュベル                             | 49       |
| 2    | クリストフ・リブロン | フランス | アージェードゥーゼル・ラ・モンディアル     | 48       |
| 3    | クリストフ・ケルン   | フランス | コフィディス＝ル・クレディ・アン・リーニュ | 46       |

新人賞部門
| 順位 | 選手名                   | 国籍           | チーム                    | 時間           |
| ---- | ------------------------ | -------------- | ------------------------- | -------------- |
| 1    | トニー・マルティン       | ドイツ         | チーム・コロンビア＝HTC   | 25時間45分32秒 |
| 2    | アンディ・シュレク       | ルクセンブルク | チーム・サクソバンク      | +49秒          |
| 3    | ヴィンチェンツォ・ニバリ | イタリア       | リクイガス                | +54秒          |
| 31   | 新城幸也                 | 日本           | Bボックス・ブイグテレコム | +37分34秒      |

チーム時間賞
| 順位 | チーム名                               | 時間           |
| ---- | -------------------------------------- | -------------- |
| 1    | アスタナ                               | 75時間39分51秒 |
| 2    | アージェードゥーゼル・ラ・モンディアル | +1分48秒       |
| 3    | チーム・コロンビア＝HTC                | +4分42秒       |

敢闘賞選手
- クリストフ・リブロン（ フランス・アージェードゥーゼル・ラ・モンディアル）

## 第8ステージ
- 7月11日(土)  アンドラ・ラ・ベリャ － サン・ジロン 176.5km[16]

- 前日に引き続いての山岳ステージ。スタート直後からアタックが頻発してレース展開が安定せず、一時はカデル・エヴァンスが逃げ集団に加わるという場面もあった。最初の山岳を越えた78km地点でようやくフアン・アントニオ・フレチャ（ラボバンク）、ファビアン・カンチェラーラ、ミハイル・イグナティエフら10人が逃げる展開で一旦落ち着いた。逃げに加わって、序～中盤のスプリントポイントをトップ通過したトル・フースホフトが2番目の山岳・ポルト峠で脱落。最後の山岳・アニエス峠の序盤でカンチェラーラも脱落して逃げは8人に。さらにアタック合戦で山頂ではミケル・アスタルロサ（エウスカルテル）、ルイス・レオン・サンチェス（ケス・デパーニュ）、サンディ・カザール（フランセーズ・デ・ジュー）、ウラディミール・エフィムキン（Ag2r）の4人にまで絞られる。メイン集団ではアンディ・シュレクのアタックはあったが、結局大集団で山頂を通過。結局4人の逃げが決まってゴールへ。残り3kmでエフィムキンがアタックを決めるが、残り300mで追いついたサンチェスがカザールとのスプリント争いを制して見事にステージ優勝を飾った。メイン集団は1分54秒遅れでゴール。結局総合争いは動かず、リナルド・ノチェンティーニがマイヨ・ジョーヌをキープ。中間スプリントでポイントを稼いだフースホフトは、マーク・カヴェンディッシュからマイヨ・ヴェールを奪取。マイヨ・グランペールは、最初の1級山岳・アンバリラ峠を2位で通過したクリストフ・ケルン（コフィディス）が獲得。マイヨ・ブランはトニー・マルティンがキープした。序盤から終始逃げ続けたカザールは敢闘賞を獲得。尚、コルド・フェルナンデス（エウスカルテル）がタイムオーバー、2006年ツール覇者のオスカル・ペレイロ（ケス・デパーニュ）、エドゥアルド・ゴンサロ、ダヴィ・ルレ（共にアグリテュベル）が途中リタイアでツールの舞台を去っている。

区間成績
| 順位 | 選手名                       | 国籍       | チーム                                 | 時間          |
| ---- | ---------------------------- | ---------- | -------------------------------------- | ------------- |
| 1    | ルイス・レオン・サンチェス   | スペイン   | ケス・デパーニュ                       | 4時間31分50秒 |
| 2    | サンディ・カザール           | フランス   | フランセーズ・デ・ジュー               | 同            |
| 3    | ミケル・アスタルロサ         | スペイン   | エウスカルテル・エウスカディ           | 同            |
| 4    | ウラディミール・エフィムキン | ロシア     | AG2R・ラ・モンディアル                 | +03秒         |
| 5    | ホセ・ホアキン・ロハス       | スペイン   | ケス・デパーニュ                       | +1分54秒      |
| 6    | クリストフ・リブロン         | フランス   | AG2R・ラ・モンディアル                 | 同            |
| 7    | ペーター・ヴェリトス         | スロバキア | チーム・ミルラム                       | 同            |
| 8    | セバスティアン・ミナール     | フランス   | コフィディス＝クレディ・アン・リーニュ | 同            |
| 9    | ジェレミ・ロワ               | フランス   | フランセーズ・デ・ジュー               | 同            |
| 10   | トマ・ヴォクレール           | フランス   | Bボックス・ブイグテレコム              | 同            |
| 125  | 別府史之                     | 日本       | スキル・シマノ                         | +23分02秒     |
| 146  | 新城幸也                     | 日本       | Bボックス・ブイグテレコム              | +23分02秒     |

総合成績
| 順位 | 選手名                           | 国籍           | チーム                                 | 時間           |
| ---- | -------------------------------- | -------------- | -------------------------------------- | -------------- |
| 1    | リナルド・ノチェンティーニ       | イタリア       | アージェードゥーゼル・ラ・モンディアル | 30時間18分16秒 |
| 2    | アルベルト・コンタドール         | スペイン       | アスタナ                               | +06秒          |
| 3    | ランス・アームストロング         | アメリカ合衆国 | アスタナ                               | +08秒          |
| 4    | リーヴァイ・ライプハイマー       | アメリカ合衆国 | アスタナ                               | +39秒          |
| 5    | ブラッドリー・ウィギンス         | イギリス       | ガーミン・スリップストリーム           | +46秒          |
| 6    | アンドレアス・クレーデン         | ドイツ         | アスタナ                               | +54秒          |
| 7    | トニー・マルティン               | ドイツ         | チーム・コロンビア＝HTC                | +1分00秒       |
| 8    | クリスティアン・ヴァンデヴェルデ | アメリカ合衆国 | ガーミン・スリップストリーム           | +1分24秒       |
| 9    | アンディ・シュレク               | ルクセンブルク | チーム・サクソバンク                   | +1分49秒       |
| 10   | ヴィンチェンツォ・ニバリ         | イタリア       | リクイガス                             | +1分54秒       |
| 154  | 別府史之                         | 日本           | スキル・シマノ                         | +58分41秒      |
| 159  | 新城幸也                         | 日本           | Bボックス・ブイグテレコム              | +59分42秒      |

ポイント賞成績
| 順位 | 選手名                     | 国籍       | チーム                    | ポイント |
| ---- | -------------------------- | ---------- | ------------------------- | -------- |
| 1    | トル・フースホフト         | ノルウェー | サーヴェロ・テストチーム  | 117      |
| 2    | マーク・カヴェンディッシュ | イギリス   | チーム・コロンビア＝HTC   | 106      |
| 3    | ゲラルト・ツィオレック     | ドイツ     | チーム・ミルラム          | 66       |
| 20   | 新城幸也                   | 日本       | Bボックス・ブイグテレコム | 30       |
| 46   | 別府史之                   | 日本       | スキル・シマノ            | 18       |

山岳賞成績
| 順位 | 選手名               | 国籍     | チーム                                     | ポイント |
| ---- | -------------------- | -------- | ------------------------------------------ | -------- |
| 1    | クリストフ・ケルン   | フランス | コフィディス＝ル・クレディ・アン・リーニュ | 59       |
| 2    | エゴイ・マルティネス | スペイン | エウスカルテル・エウスカディ               | 54       |
| 3    | ブリス・フェイユ     | フランス | アグリテュベル                             | 49       |

新人賞部門
| 順位 | 選手名                   | 国籍           | チーム                    | 時間           |
| ---- | ------------------------ | -------------- | ------------------------- | -------------- |
| 1    | トニー・マルティン       | ドイツ         | チーム・コロンビア＝HTC   | 30時間19分16秒 |
| 2    | アンディ・シュレク       | ルクセンブルク | チーム・サクソバンク      | +49秒          |
| 3    | ヴィンチェンツォ・ニバリ | イタリア       | リクイガス                | +54秒          |
| 32   | 新城幸也                 | 日本           | Bボックス・ブイグテレコム | +58分42秒      |

チーム時間賞
| 順位 | チーム                                 | 時間           |
| ---- | -------------------------------------- | -------------- |
| 1    | アージェードゥーゼル・ラ・モンディアル | 89時間21分00秒 |
| 2    | アスタナ                               | +03秒          |
| 3    | チーム・コロンビア＝HTC                | +4分45秒       |

敢闘賞選手
- サンディ・カザール（ フランス・フランセーズ・デ・ジュー）

## 第9ステージ
- 7月12日(日) サン＝ゴーダンス － タルブ 160.5km[18]

- ピレネー山脈第3ラウンドは1級山岳アスパン峠とツール定番中の定番、超級山岳ツールマレー峠をこなす難ステージ。しかしツールマレー峠を下りきった後は、ゴールのタルブまで約50km下り基調の平坦路が続くので、山をこなせるスプリンターにもチャンスが無いわけではない。0km地点からのアタック合戦の末、イェンス・フォイクト（サクソバンク）、フランコ・ペッリツォッティ（リクイガス）、レオナルド・ドゥケ（コフィディス）、ピエリック・フェドリゴ（ブイグテレコム）の実力者4人がメイン集団に最大約5分差をつけて逃げる展開に。その後、アスパン峠の上りでドゥケが、ツールマレー峠の上りでフォイクトが脱落。ペッリツォッティとフェドリゴの2人の逃げとなるが、ツールマレー峠頂上でも依然としてメイン集団との差は約5分。しかし残り約50kmからの平坦区間に入ると、山岳で生き残ったホセ・ホアキン・ロハス、オスカル・フレイレの両スプリンターに勝たせたいケス・デパーニュとラボバンクが猛追撃を開始。残り20kmで差は約2分半、残り5kmでは約40秒まで縮まる。しかし、ここでアンディ・シュレクにパンクのトラブルが発生。追走のペースが落ちたため、結局2人の逃げが決まってゴールスプリントへ。早めに仕掛けたペッリツォッティのスリップに入ったフェドリゴが残り50mで一気にスパートして勝利。ブイグテレコムに今ツール2勝目をもたらした。メイン集団は34秒遅れでゴール。集団先頭はフレイレがしっかり取っている。2つの峠を堅実に上位通過したエゴイ・マルティネスがマイヨ・グランペールを奪取した以外に各賞に大きな動きは無かった。敢闘賞はペッリツォッティが獲得している。尚、ダニーロ・ナポリターノ（カチューシャ）がタイムオーバーで失格となっている。

区間成績
| 順位 | 選手名                       | 国籍         | チーム                    | 時間          |
| ---- | ---------------------------- | ------------ | ------------------------- | ------------- |
| 1    | ピエリック・フェドリゴ       | フランス     | Bボックス・ブイグテレコム | 4時間05分31秒 |
| 2    | フランコ・ペッリツォッティ   | イタリア     | リクイガス                | 同            |
| 3    | オスカル・フレイレ           | スペイン     | ラボバンク                | +34秒         |
| 4    | セルゲイ・イワノフ           | ロシア       | チーム・カチューシャ      | 同            |
| 5    | ペーター・ヴェリトス         | スロバキア   | チーム・ミルラム          | 同            |
| 6    | ホセ・ホアキン・ロハス       | スペイン     | ケス・デパーニュ          | 同            |
| 7    | フレフ・ファンアヴェルマート | ベルギー     | サイレンス・ロット        | 同            |
| 8    | ジョフロワ・ルカトル         | フランス     | アグリテュベル            | 同            |
| 9    | アレッサンドロ・バッラン     | イタリア     | ランプレ・N.G.C           | 同            |
| 10   | ニコラス・ロッシュ           | アイルランド | AR2R                      | 同            |
| 123  | 新城幸也                     | 日本         | Bボックス・ブイグテレコム | +18分48秒     |
| 140  | 別府史之                     | 日本         | スキル・シマノ            | +24分57秒     |

総合成績
| 順位 | 選手名                           | 国籍           | チーム                                 | 時間           |
| ---- | -------------------------------- | -------------- | -------------------------------------- | -------------- |
| 1    | リナルド・ノチェンティーニ       | イタリア       | アージェードゥーゼル・ラ・モンディアル | 34時間24分21秒 |
| 2    | アルベルト・コンタドール         | スペイン       | アスタナ                               | +06秒          |
| 3    | ランス・アームストロング         | アメリカ合衆国 | アスタナ                               | +08秒          |
| 4    | リーヴァイ・ライプハイマー       | アメリカ合衆国 | アスタナ                               | +39秒          |
| 5    | ブラッドリー・ウィギンス         | イギリス       | ガーミン・スリップストリーム           | +46秒          |
| 6    | アンドレアス・クレーデン         | ドイツ         | アスタナ                               | +54秒          |
| 7    | トニー・マルティン               | ドイツ         | チーム・コロンビア＝HTC                | +1分00秒       |
| 8    | クリスティアン・ヴァンデヴェルデ | アメリカ合衆国 | ガーミン・スリップストリーム           | +1分24秒       |
| 9    | アンディ・シュレク               | ルクセンブルク | チーム・サクソバンク                   | +1分49秒       |
| 10   | ヴィンチェンツォ・ニバリ         | イタリア       | リクイガス                             | +1分54秒       |
| 11   | ルイス・レオン・サンチェス       | スペイン       | ケス・デパーニュ                       | +2分16秒       |
| 12   | マキシム・モンフォール           | ベルギー       | チーム・コロンビア＝HTC                | +2分21秒       |
| 13   | フランク・シュレク               | ルクセンブルク | チーム・サクソバンク                   | +2分25秒       |
| 14   | ロマン・クロイツィガー           | チェコ         | リクイガス                             | +2分40秒       |
| 15   | ウラディミール・エフィムキン     | ロシア         | アージェードゥーゼル・ラ・モンディアル | +2分45秒       |
| 16   | カルロス・サストレ               | スペイン       | サーヴェロ・テストチーム               | +2分52秒       |
| 17   | ミケル・アスタルロサ             | スペイン       | エウスカルテル・エウスカディ           | +3分02秒       |
| 18   | カデル・エヴァンス               | オーストラリア | サイレンス・ロット                     | +3分07秒       |
| 19   | キム・キルシェン                 | ルクセンブルク | チーム・コロンビア＝HTC                | +3分16秒       |
| 20   | ウラディミール・カルペツ         | ロシア         | カチューシャ                           | +3分49秒       |
| 146  | 新城幸也                         | 日本           | Bボックス・ブイグテレコム              | +1時間17分56秒 |
| 157  | 別府史之                         | 日本           | スキル・シマノ                         | +1時間23分04秒 |

ポイント賞成績
| 順位 | 選手名                     | 国籍       | チーム                    | ポイント |
| ---- | -------------------------- | ---------- | ------------------------- | -------- |
| 1    | トル・フースホフト         | ノルウェー | サーヴェロ・テストチーム  | 117      |
| 2    | マーク・カヴェンディッシュ | イギリス   | チーム・コロンビア＝HTC   | 106      |
| 3    | ホセ・ホアキン・ロハス     | スペイン   | ケス・デパーニュ          | 75       |
| 22   | 新城幸也                   | 日本       | Bボックス・ブイグテレコム | 30       |
| 49   | 別府史之                   | 日本       | スキル・シマノ            | 18       |

山岳賞成績
| 順位 | 選手名                     | 国籍     | チーム                                     | ポイント |
| ---- | -------------------------- | -------- | ------------------------------------------ | -------- |
| 1    | エゴイ・マルティネス       | スペイン | エウスカルテル・エウスカディ               | 78       |
| 2    | クリストフ・ケルン         | フランス | コフィディス＝ル・クレディ・アン・リーニュ | 59       |
| 3    | フランコ・ペッリツォッティ | イタリア | リクイガス                                 | 55       |

新人賞部門
| 順位 | 選手名                   | 国籍           | チーム                    | 時間           |
| ---- | ------------------------ | -------------- | ------------------------- | -------------- |
| 1    | トニー・マルティン       | ドイツ         | チーム・コロンビア＝HTC   | 34時間25分21秒 |
| 2    | アンディ・シュレク       | ルクセンブルク | チーム・サクソバンク      | +49秒          |
| 3    | ヴィンチェンツォ・ニバリ | イタリア       | リクイガス                | +54秒          |
| 29   | 新城幸也                 | 日本           | Bボックス・ブイグテレコム | +1時間16分56秒 |

チーム時間賞
| 順位 | チーム                                 | 時間            |
| ---- | -------------------------------------- | --------------- |
| 1    | アージェードゥーゼル・ラ・モンディアル | 101時間39分15秒 |
| 2    | アスタナ                               | +03秒           |
| 3    | チーム・コロンビア＝HTC                | +4分45秒        |

敢闘賞選手
- フランコ・ペッリツォッティ（ イタリア・リクイガス）

## 第10ステージ
- 7月14日(火) リモージュ － イスーダン 194.5km[20]

- 1回目の休息日明けのステージは、細かいアップダウンが多いものの、ラスト5kmは平坦なスプリンター向けのコースレイアウト。大会初の試みとなるステージ中の無線禁止の影響にも注目が集まる。逃げを決めたのはティエリ・ユポン（スキル・シマノ）、ブノワ・ヴォグルナール（フランセーズ・デ・ジュー）、サミュエル・デュムラン、ミハイル・イグナティエフの4人。しかし、無線が無い事から逃げ集団を常に視界内に捕らえようとするメイン集団との差は最大でも3分強と大きく広がらない。結局残り1.5kmで全ての逃げが吸収されてスプリント勝負に。トレイン形成から発射まで完璧だったマーク・カヴェンディッシュが完勝。早くもステージ3勝目となった。堅実にステージ2位に入ったフースホフトはカヴェンディッシュに差は縮められたが、マイヨ・ヴェールをキープ。その他各賞にも大きな動きは無かった（当初、集団中程で中切れが起こったとされ、リーヴァイ・ライプハイマー（アスタナ）など一部の選手が15秒遅れでのフィニッシュ扱いとされたが、後に撤回されている。）。敢闘賞はユポンが獲得。また、91km地点で落車したクルトアスル・アルヴェセン（サクソバンク）が、ゴール後の検査で鎖骨骨折が判明。リタイアとなってしまった。

区間成績
| 順位 | 選手名                     | 国籍           | チーム                                     | 時間          |
| ---- | -------------------------- | -------------- | ------------------------------------------ | ------------- |
| 1    | マーク・カヴェンディッシュ | イギリス       | チーム・コロンビア＝HTC                    | 4時間46分43秒 |
| 2    | トル・フースホフト         | ノルウェー     | サーヴェロ・テストチーム                   | 同            |
| 3    | タイラー・ファーラー       | アメリカ合衆国 | ガーミン・スリップストリーム               | 同            |
| 4    | レオナルド・ドゥケ         | コロンビア     | コフィディス＝ル・クレディ・アン・リーニュ | 同            |
| 5    | ホセ・ホアキン・ロハス     | スペイン       | ケス・デパーニュ                           | 同            |
| 6    | ロワ・モンドリ             | フランス       | AG2R                                       | 同            |
| 7    | ケニー・ファンヒュメル     | オランダ       | スキル・シマノ                             | 同            |
| 8    | ウィイアン・ボネ           | フランス       | Bボックス・ブイグテレコム                  | 同            |
| 9    | ダニエーレ・ベンナーティ   | イタリア       | リクイガス                                 | 同            |
| 10   | サイ・アドゥ               | フランス       | Bボックス・ブイグテレコム                  | 同            |
| 26   | 新城幸也                   | 日本           | Bボックス・ブイグテレコム                  | 同            |
| 35   | 別府史之                   | 日本           | スキル・シマノ                             | 同            |

総合成績
| 順位 | 選手名                           | 国籍           | チーム                                 | 時間           |
| ---- | -------------------------------- | -------------- | -------------------------------------- | -------------- |
| 1    | リナルド・ノチェンティーニ       | イタリア       | アージェードゥーゼル・ラ・モンディアル | 39時間11分04秒 |
| 2    | アルベルト・コンタドール         | スペイン       | アスタナ                               | +06秒          |
| 3    | ランス・アームストロング         | アメリカ合衆国 | アスタナ                               | +08秒          |
| 4    | リーヴァイ・ライプハイマー       | アメリカ合衆国 | アスタナ                               | +39秒          |
| 5    | ブラッドリー・ウィギンス         | イギリス       | ガーミン・スリップストリーム           | +46秒          |
| 6    | アンドレアス・クレーデン         | ドイツ         | アスタナ                               | +54秒          |
| 7    | トニー・マルティン               | ドイツ         | チーム・コロンビア＝HTC                | +1分00秒       |
| 8    | クリスティアン・ヴァンデヴェルデ | アメリカ合衆国 | ガーミン・スリップストリーム           | +1分24秒       |
| 9    | アンディ・シュレク               | ルクセンブルク | チーム・サクソバンク                   | +1分49秒       |
| 10   | ヴィンチェンツォ・ニバリ         | イタリア       | リクイガス                             | +1分54秒       |
| 145  | 新城幸也                         | 日本           | Bボックス・ブイグテレコム              | +1時間17分56秒 |
| 155  | 別府史之                         | 日本           | スキル・シマノ                         | +1時間23分04秒 |

ポイント賞成績
| 順位 | 選手名                     | 国籍       | チーム                    | ポイント |
| ---- | -------------------------- | ---------- | ------------------------- | -------- |
| 1    | トル・フースホフト         | ノルウェー | サーヴェロ・テストチーム  | 147      |
| 2    | マーク・カヴェンディッシュ | イギリス   | チーム・コロンビア＝HTC   | 141      |
| 3    | ホセ・ホアキン・ロハス     | スペイン   | ケス・デパーニュ          | 97       |
| 28   | 新城幸也                   | 日本       | Bボックス・ブイグテレコム | 30       |
| 51   | 別府史之                   | 日本       | スキル・シマノ            | 18       |

山岳賞成績
| 順位 | 選手名                     | 国籍     | チーム                                     | ポイント |
| ---- | -------------------------- | -------- | ------------------------------------------ | -------- |
| 1    | エゴイ・マルティネス       | スペイン | エウスカルテル・エウスカディ               | 78       |
| 2    | クリストフ・ケルン         | フランス | コフィディス＝ル・クレディ・アン・リーニュ | 59       |
| 3    | フランコ・ペッリツォッティ | イタリア | リクイガス                                 | 55       |

新人賞部門
| 順位 | 選手名                   | 国籍           | チーム                    | 時間           |
| ---- | ------------------------ | -------------- | ------------------------- | -------------- |
| 1    | トニー・マルティン       | ドイツ         | チーム・コロンビア＝HTC   | 39時間12分04秒 |
| 2    | アンディ・シュレク       | ルクセンブルク | チーム・サクソバンク      | +49秒          |
| 3    | ヴィンチェンツォ・ニバリ | イタリア       | リクイガス                | +54秒          |
| 29   | 新城幸也                 | 日本           | Bボックス・ブイグテレコム | +1時間16分56秒 |

チーム時間賞
| 順位 | チーム                                 | 時間            |
| ---- | -------------------------------------- | --------------- |
| 1    | アージェードゥーゼル・ラ・モンディアル | 115時間59分24秒 |
| 2    | アスタナ                               | +03秒           |
| 3    | チーム・コロンビア＝HTC                | +4分45秒        |

敢闘賞選手
- ティエリ・ユポン（ フランス・スキル・シマノ）

## 第11ステージ
- 7月15日(水) ヴァタン － サン・ファルジョー 192.0km[22]

- 前日に続いての平坦ステージ。ただし最後の1kmは若干の上り基調でスプリントへの影響が注目される。逃げに成功したのはヨハン・ファンスュメレン（サイレンス・ロット）とマルツィン・サパ（ランプレ）の2人。最大4分強の差をメイン集団につけたが、集団の追い上げに敢え無く残り5km地点で吸収、ゴールは集団スプリントとなった。前述の通り若干の上り基調だったが、マーク・カヴェンディッシュがトレインの人数を増やすなどの対策で物ともせずに早くも昨年に並ぶステージ4勝目。さらにマイヨ・ヴェールも奪回した。トル・フースホフトは中間スプリントの3位通過を狙わず、さらに最後のスプリントで早めに仕掛けたのが裏目に出てステージ5位に沈み、マイヨ・ヴェールを手放す最悪の結果となってしまった。その他各賞は動き無し。敢闘賞はファンスュメレンが獲得した。

区間成績
| 順位 | 選手名                     | 国籍           | チーム                                     | 時間          |
| ---- | -------------------------- | -------------- | ------------------------------------------ | ------------- |
| 1    | マーク・カヴェンディッシュ | イギリス       | チーム・コロンビア＝HTC                    | 4時間17分55秒 |
| 2    | タイラー・ファーラー       | アメリカ合衆国 | ガーミン・スリップストリーム               | 同            |
| 3    | ヤウヘニ・フタロヴィッチ   | ベラルーシ     | フランセーズ・デ・ジュー                   | 同            |
| 4    | オスカル・フレイレ         | スペイン       | ラボバンク                                 | 同            |
| 5    | トル・フースホフト         | ノルウェー     | サーヴェロ・テストチーム                   | 同            |
| 6    | レオナルド・ドゥケ         | コロンビア     | コフィディス＝ル・クレディ・アン・リーニュ | 同            |
| 7    | ゲラルト・ツィオレック     | ドイツ         | チーム・ミルラム                           | 同            |
| 8    | ロワ・モンドリ             | フランス       | AG2R                                       | 同            |
| 9    | ウィイアン・ボネ           | フランス       | Bボックス・ブイグテレコム                  | 同            |
| 10   | ニコライ・トルソフ         | ロシア         | チーム・カチューシャ                       | 同            |
| 27   | 別府史之                   | 日本           | スキル・シマノ                             | 同            |
| 32   | 新城幸也                   | 日本           | Bボックス・ブイグテレコム                  | 同            |

総合成績
| 順位 | 選手名                           | 国籍           | チーム                                 | 時間           |
| ---- | -------------------------------- | -------------- | -------------------------------------- | -------------- |
| 1    | リナルド・ノチェンティーニ       | イタリア       | アージェードゥーゼル・ラ・モンディアル | 43時間28分59秒 |
| 2    | アルベルト・コンタドール         | スペイン       | アスタナ                               | +06秒          |
| 3    | ランス・アームストロング         | アメリカ合衆国 | アスタナ                               | +08秒          |
| 4    | リーヴァイ・ライプハイマー       | アメリカ合衆国 | アスタナ                               | +39秒          |
| 5    | ブラッドリー・ウィギンス         | イギリス       | ガーミン・スリップストリーム           | +46秒          |
| 6    | アンドレアス・クレーデン         | ドイツ         | アスタナ                               | +54秒          |
| 7    | トニー・マルティン               | ドイツ         | チーム・コロンビア＝HTC                | +1分00秒       |
| 8    | クリスティアン・ヴァンデヴェルデ | アメリカ合衆国 | ガーミン・スリップストリーム           | +1分24秒       |
| 9    | アンディ・シュレク               | ルクセンブルク | チーム・サクソバンク                   | +1分49秒       |
| 10   | ヴィンチェンツォ・ニバリ         | イタリア       | リクイガス                             | +1分54秒       |
| 144  | 新城幸也                         | 日本           | Bボックス・ブイグテレコム              | +1時間17分56秒 |
| 154  | 別府史之                         | 日本           | スキル・シマノ                         | +1時間23分04秒 |

ポイント賞成績
| 順位 | 選手名                     | 国籍       | チーム                    | ポイント |
| ---- | -------------------------- | ---------- | ------------------------- | -------- |
| 1    | マーク・カヴェンディッシュ | イギリス   | チーム・コロンビア＝HTC   | 176      |
| 2    | トル・フースホフト         | ノルウェー | サーヴェロ・テストチーム  | 169      |
| 3    | ホセ・ホアキン・ロハス     | スペイン   | ケス・デパーニュ          | 110      |
| 31   | 新城幸也                   | 日本       | Bボックス・ブイグテレコム | 30       |
| 57   | 別府史之                   | 日本       | スキル・シマノ            | 18       |

山岳賞成績
| 順位 | 選手名                     | 国籍     | チーム                                     | ポイント |
| ---- | -------------------------- | -------- | ------------------------------------------ | -------- |
| 1    | エゴイ・マルティネス       | スペイン | エウスカルテル・エウスカディ               | 79       |
| 2    | クリストフ・ケルン         | フランス | コフィディス＝ル・クレディ・アン・リーニュ | 59       |
| 3    | フランコ・ペッリツォッティ | イタリア | リクイガス                                 | 56       |

新人賞部門
| 順位 | 選手名                   | 国籍           | チーム                    | 時間           |
| ---- | ------------------------ | -------------- | ------------------------- | -------------- |
| 1    | トニー・マルティン       | ドイツ         | チーム・コロンビア＝HTC   | 43時間29分59秒 |
| 2    | アンディ・シュレク       | ルクセンブルク | チーム・サクソバンク      | +49秒          |
| 3    | ヴィンチェンツォ・ニバリ | イタリア       | リクイガス                | +54秒          |
| 29   | 新城幸也                 | 日本           | Bボックス・ブイグテレコム | +1時間16分56秒 |

チーム時間賞
| 順位 | チーム                                 | 時間            |
| ---- | -------------------------------------- | --------------- |
| 1    | アージェードゥーゼル・ラ・モンディアル | 128時間53分09秒 |
| 2    | アスタナ                               | +03秒           |
| 3    | チーム・コロンビア＝HTC                | +4分45秒        |

敢闘賞選手
- ヨハン・ファンスュメレン（ ベルギー・サイレンス・ロット）